# Łukasz Teodorczyk
Łukasz Teodorczyk (Żuromin, Polonia, 3 de junio de 1991) es un exfutbolista internacional polaco que jugaba de delantero.

## Carrera
Se unió al club Polonia Varsovia en enero de 2010 e hizo su debut en la Ekstraklasa el 29 de octubre de 2010. Durante su primera estación en Polonia (2010-11), en la Młoda Ekstraklasa, jugó 21 partidos, convirtió 15 goles, y también jugó seis partidos en la liga profesional.
El 27 de agosto de 2014 firmó un contrato de 5 años con el club ucraniano Dinamo Kiev. Debutó en el club el 30 de agosto, en una victoria por 2-0 contra el Chornomorets Odesa. Ingresó en el minuto 85 y asistió el 2-0. El 13 de septiembre marcó su primer gol para su club en un 2-2 contra el Zorya Luhansk. En su primera temporada con el club logró llegar hasta los cuartos de final de la Liga Europea de la UEFA 2014-15, quedando eliminado ante la ACF Fiorentina. En los 6 partidos que jugó en la Liga Europa marcó 3 goles, contra el Steaua Bucarest, el E. A. Guingamp y el Everton F. C.
En octubre de 2020 llegó al Royal Charleroi Sporting Club de la Primera División de Bélgica, cedido del Udinese Calcio, equipo que le rescindió su contrato a finales del año 2021. Días después firmó con el L. R. Vicenza Virtus hasta final de temporada. Tras la misma se quedó sin equipo y en noviembre anunció su retirada.

## Selección nacional
Después de jugar para la selección de fútbol sub-20 de Polonia, fue el goleador en la selección sub-21 marcando dos goles en el primer juego de clasificación de Polonia para el Campeonato Europeo de fútbol sub-21. Desde entonces jugó en 19 ocasiones para la selección absoluta, anotando 4 goles.

## Palmarés

### Títulos nacionales
| Título                      | Club                 | País    | Año  |
| --------------------------- | -------------------- | ------- | ---- |
| Liga Premier de Ucrania     | F. C. Dinamo de Kiev | Ucrania | 2015 |
| Copa de Ucrania             | F. C. Dinamo de Kiev | Ucrania | 2015 |
| Liga Premier de Ucrania     | F. C. Dinamo de Kiev | Ucrania | 2016 |
| Primera División de Bélgica | R. S. C. Anderlecht  | Bélgica | 2017 |
| Supercopa de Bélgica        | R. S. C. Anderlecht  | Bélgica | 2017 |